# Verbascum masguindali
Verbascum masguindali är en flenörtsväxtart som först beskrevs av Carlos Pau, och fick sitt nu gällande namn av C. Benedí I Gonzàlez, J.M. Montserrat I Martí. Verbascum masguindali ingår i släktet kungsljus, och familjen flenörtsväxter. Inga underarter finns listade i Catalogue of Life.